# Grb Občine Žužemberk
Grb Občine Žužemberk je upodobljen na zgoraj odprtem ščitu, katerega osnovna barva je svetlo zelena. Na zgornjem zelenem polju je v skoku predstavljen zlati ris, spodnja tretjina ščita pa je modre barve v obliki vala. 
Zlati trak, ki ga nosi ščit na zunanjih robovih, lahko služi le kot grbovni okras.